# Kurub
El Kurub, també conegut com Kurub Koma, Curub o Kurub Koba, és un petit volcà en escut que es troba a la plana de Saha, al sud-est del Manda Hararo. El cim s'eleva fins als 625 msnm. El seu flux de lava oriental s'ha datat de fa uns 300.000 anys mitjançant la datació per potassi-argó. El cràter principal està ple de sorra aportada pels vents. Els voltants del Kurub estan travessats per fissures orientades NNW.